# Clinoch d'Alt Clut
Clinoch (gallois : Clynog) est réputé avoir été au VIe siècle le souverain d'Alt Clut la moderne Château de Dumbarton, un royaume brittonique connu ensuite comme le royaume de Strathclyde.
Selon les  Harleian genealogies Clinoch qui règne vers est 525/550 est le fils de Dumnagual Hen, son prédécesseur probable comme roi d'Alt Clut, et le père de Tutagual, son successeur putatif,. Le Bonedd Gwŷr y Gogledd, une généalogie de rois du  Hen Ogledd ou Vieux nord de la Grande-Bretagne, inclut un roi Kedic entre  Dumnagual et Tutagual